# Hieronymus Cock

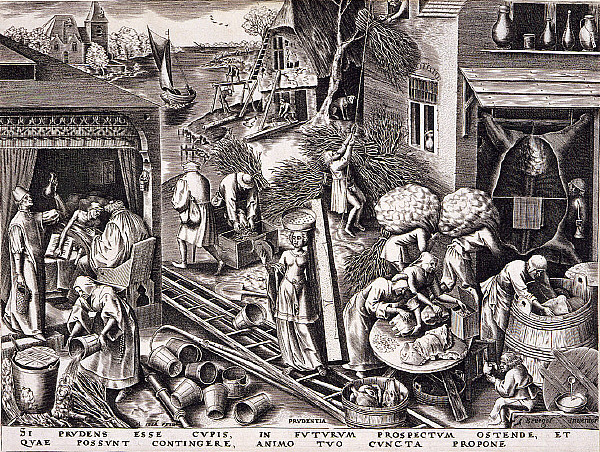
Prudencia, grabado de Hieronymus Cock según Pieter Bruegel el Viejo. (1559), 22,4 x 29,7 cm. Museo de Arte de San Luis

Hieronymus o Jerôme Cock (c. 1518-1570), fue un pintor, impresor y grabador flamenco del Renacimiento.
Su padre, Jan Wellens de Cock, como su hermano Matthys fueron también pintores, interesados en el paisaje. Hieronymus fue admitido en el gremio de San Lucas de Amberes, probablemente su localidad natal, en 1545. De 1546 a 1548 trabajó en Roma. Al retornar a Amberes creó su propia imprenta bajo la enseña Aux quatre vents, con la que realizó su primera impresión en 1548. 
Cock desempeñó un papel fundamental en el desarrollo y difusión  del Renacimiento en el norte de Europa con sus ediciones de grabados de Giorgio Ghisi y de su alumno, Cornelis Cort, entre otros, sobre pinturas de Rafael, Francesco Primaticcio o Andrea del Sarto.
Favoreció también la difusión de las obras flamencas contemporáneas con sus grabados de pinturas de Frans Floris, Hieronymus Bosch y Martin van Heemskerck. Pieter Bruegel el Viejo le proporcionó dibujos de nueva invención para ser grabados; tanto paisajes alpinos que vio en su viaje a Italia como alegorías de los pecados capitales que imitan la imaginería bizarra del Bosco. 
Con el cartógrafo español Diego Gutiérrez, Cock imprimió en 1562 un mapa de América. A su muerte en 1570 dejó la imprenta más importante del norte de Europa en la que se había formado otro conocido impresor, Philip Galle, continuador de su obra. Su viuda, Volcxken Diercx, continuó con el negocio familiar hasta 1601.